# Paracoenobius
Paracoenobius là một chi bọ cánh cứng trong họ Chrysomelidae.
Chi này được miêu tả khoa học năm 1996 bởi Lopatin.

## Các loài
Chi này gồm các loài:
- Paracoenobius gressitti Lopatin, 1996